# Anchotatus peruvianus
Anchotatus peruvianus är en insektsart som beskrevs av Brunner von Wattenwyl 1890. Anchotatus peruvianus ingår i släktet Anchotatus och familjen Proscopiidae. Inga underarter finns listade i Catalogue of Life.